# Хосе Антоніо Реєс
Хосе Антоніо Реєс (ісп. José Antonio Reyes; нар. 1 вересня 1983, Утрера — пом. 1 червня 2019) — іспанський футболіст, що грав на позиціях півзахисника та нападника.
Насамперед відомий виступами за «Севілью» та мадридський «Атлетіко», а також національну збірну Іспанії.

## Клубна кар'єра
Народився 1 вересня 1983 року в місті Утрера. Вихованець футбольної школи клубу «Севілья». Дорослу футбольну кар'єру розпочав 1999 року в основній команді того ж клубу, в якій провів п'ять сезонів, взявши участь у 86 матчах чемпіонату.
Своєю грою за цю команду привернув увагу представників тренерського штабу лондонського «Арсенала», до складу якого приєднався в січні 2004 року за 10,5 млн фунтів. Відіграв за «канонірів» наступні три сезони своєї ігрової кар'єри. Більшість часу, проведеного у складі лондонського «Арсенала», був основним гравцем команди.
Протягом сезону 2006—2007 років на правах оренди захищав кольори мадридського «Реалу», допомігши команді здобути титул чемпіона Іспанії.
30 липня 2007 року уклав контракт з «Атлетіко», яке заплатило за футболіста 12 млн євро. У складі «Матрацників» Реєс провів з перервами чотири сезони своєї кар'єри гравця. Граючи у складі «Атлетіко» також здебільшого виходив на поле в основному складі команди.
Протягом сезону 2008—2009 років на правах оренди захищав кольори португальської «Бенфіки».
До складу клубу «Севілья» приєднався 5 січня 2012 року, підписавши контракт на три з половиною роки. Відіграв за клуб із Севільї понад 100 матчів в національному чемпіонаті.
Згодом грав у Сегунді за «Кордову» і «Естремадуру», а частину 2018 року провів у Китаї, де грав за «Сіньцзян Тяньшань Леопард».
1 червня 2019 загинув в автокатастрофі. Фінал Ліги чемпіонів УЄФА 2019, що відбувся увечері того ж дня, почався із хвилини мовчання на знак скорботи з приводу його смерті.

## Виступи за збірну
6 вересня 2003 року дебютував в офіційних матчах у складі національної збірної Іспанії в товариській грі проти збірної Португалії.
У складі збірної був учасником чемпіонату світу 2006 року у Німеччині, на якому зіграв в одному матчі.
Після мундіалю перестав викликатися до складу збірної. Всього за чотири роки провів у формі головної команди країни 21 матч, забивши 4 голи.
| Дата       | Місто          | Господарі            | Результат | Гості       | Турнір             | Голи | Примітки  |
| ---------- | -------------- | -------------------- | --------- | ----------- | ------------------ | ---- | --------- |
| 6-9-2003   | Гімарайнш      | Португалія           | 0 – 3     | Іспанія     | товариський матч   | -    | 46'       |
| 10-9-2003  | Ельче          | Іспанія              | 2 – 1     | Україна     | Відбір до ЧЄ 2004  | -    | 65'       |
| 11-10-2003 | Єреван         | Вірменія             | 0 – 4     | Іспанія     | Відбір до ЧЄ 2004  | 2    | 60'       |
| 15-11-2003 | Валенсія       | Іспанія              | 2 – 1     | Норвегія    | Відбір до ЧЄ 2004  | -    | 78'       |
| 18-8-2004  | Лас-Пальмас    | Іспанія              | 3 – 2     | Венесуела   | товариський матч   | -    | 46'       |
| 3-9-2004   | Валенсія       | Іспанія              | 1 – 1     | Шотландія   | товариський матч   | -    |           |
| 8-9-2004   | Зениця         | Боснія і Герцеговина | 1 – 1     | Іспанія     | Відбір до ЧС 2006  | -    |           |
| 9-10-2004  | Сантандер      | Іспанія              | 2 – 0     | Бельгія     | Відбір до ЧС 2006  | -    |           |
| 13-10-2004 | Вільнюс        | Литва                | 1 – 1     | Іспанія     | Відбір до ЧС 2006  | -    | 65'       |
| 17-11-2004 | Мадрид         | Іспанія              | 1 – 0     | Англія      | товариський матч   | -    | 58'       |
| 26-3-2005  | Саламанка      | Іспанія              | 3 – 0     | КНР         | товариський матч   | -    | 46' 76'   |
| 30-3-2005  | Белград        | Сербія та Чорногорія | 0 – 0     | Іспанія     | Відбір до ЧС 2006  | -    | 62'       |
| 8-10-2005  | Брюссель       | Бельгія              | 0 – 2     | Іспанія     | Відбір до ЧС 2006  | -    | 55'       |
| 12-10-2005 | Серравалле     | Сан-Марино           | 0 – 6     | Іспанія     | Відбір до ЧС 2006  | -    | 41' — 68' |
| 12-11-2005 | Мадрид         | Іспанія              | 5 – 1     | Словаччина  | Відбір до ЧС 2006  | -    | 55'       |
| 1-3-2006   | Вальядолід     | Іспанія              | 3 – 2     | Кот-д'Івуар | товариський матч   | 1    | 66'       |
| 27-5-2006  | Альбасете      | Іспанія              | 0 – 0     | Росія       | товариський матч   | -    | 60'       |
| 3-6-2006   | Ельче          | Іспанія              | 2 – 0     | Єгипет      | товариський матч   | 1    | 46'       |
| 7-6-2006   | Женева         | Хорватія             | 1 – 2     | Іспанія     | товариський матч   | -    | 46'       |
| 23-6-2006  | Кайзерслаутерн | Саудівська Аравія    | 0 – 1     | Іспанія     | ЧС 2006 - 1-й етап | -    | 35' — 70' |
| 15-8-2006  | Рейк'явік      | Ісландія             | 0 – 0     | Іспанія     | товариський матч   | -    | 46'       |
| Усього     |                | Матчів               | 21        |             | Голів              | 4    |           |

## Титули і досягнення
- Чемпіон Європи серед юнаків віком до 19 років (1):

Іспанія U-19: 2002
- Чемпіон Англії (1):

«Арсенал»: 2003-04
- Володар Суперкубка Англії з футболу (1):

«Арсенал»: 2004
- Володар Кубка Англії (1):

«Арсенал»: 2004-05
- Чемпіон Іспанії (1):

«Реал Мадрид»: 2006-07
- Володар Кубка португальської ліги (1):

«Бенфіка»: 2008-09
- Переможець Ліги Європи (2):

«Атлетіко»: 2009-10, 2011-12
- Володар Суперкубка УЄФА (1):

«Атлетіко»: 2010
- Переможець Ліги Європи (3):

«Севілья»: 2013–14, 2014–15, 2015–16